# Jim Bridger (píseň)
Jim Brigder je píseň o hrdinovi Divokého západu Jimu Bridgerovi, kterou složil Leon Payne. Je také známá pod názvem The Jim Bridger Story a jejím interpretem byl Johnny Horton (1960). Do češtiny ji volně přeložil a nazpíval Jiří Grossmann v roce 1969. V české kultuře song však asi nejvíce zpopularizoval Jan Vyčítal v textu písně Blízko Little Big Hornu, jednoho ze šlágrů české country, kterou nazpíval Michal Tučný s Greenhorny (1971), Wabi Daněk, skupina Alkehol (pod názvem Little Big Horn) nebo skupina Pacifik. Zde není hlavním tématem Jim Bridger ale bitva u Little Bighornu a s originálem má tato verze kromě hudby společné jen údajné Bridgerovo varování generálu Custerovi před Siouxy. (Ve skutečnosti měl Bridger v době konání bitvy již 72 let a byl dávno na odpočinku.) Existuje také jiná, tematicky odlišná česká verze od kapely The Strangers s Jindrou Šťáhlavským, jejíž hlavní postava nemá s Jimem Bridgerem kromě jména mnoho společného.